# Битва при Понці (1552)
Битва при Понці (італ. Battaglia di Ponza) — битва біля італійського острова Понца у Середземному морі у ході Італійської війни (1551—1559), яку французько-османський альянс вів проти імперії Габсбургів. Об'єднаним франко-турецьким флотом командував Тургут-реїс, генуезьким Андреа Доріа. Флот Генуї втратив 7 галер і зазнав поразки, а османський флот на три роки здобув свободу дій біля берегів Сицилії, Сардинії, Італії.

## Історія

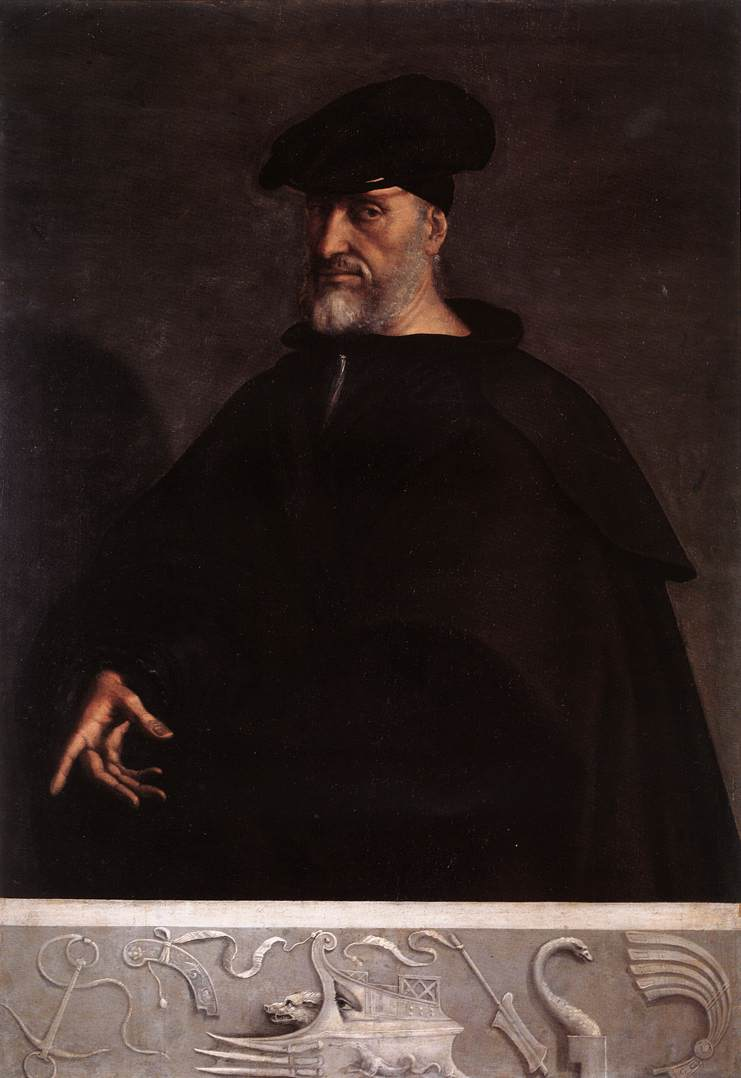
Андре Доріа. 1526

Король Франції Генріх II Валуа майже відразу після коронації вступив у конфлікт з імператором Священної Римської імперії і королем Кастилії і Арагону Карлом V Габсбургом та розпочав чергову Італійську війну (1551—1559). Він поновив франко-османський союз і приєднався до османо-габсбурзької війни на стороні Сулеймана I Пишного.

Згідно угоди французький і османський флоти мали спільно контролювати Середземне море заради захоплення Неаполю і, можливо, Італії. У 1552 військо Генріха ІІ атакувало війська Карла V на суходолі, а османи надіслали їм на допомогу 100 галер. Їх супроводжували із Константинополя 3 французькі галери з послом Габріелем де Луе. У липні 1522 вони захопили місто Реджо-Калабрія і спустошили 30 км узбережжя Калабрії, спаливши усі поселення та замки. Далі вони вирушили у напрямку Неаполя, куди їм на підмогу не встигли французькі кораблі барона Де ла Гарда, ні військо герцога Салерно Фердинандо. 5 серпня османський флот покинув блокувати Неаполь з моря і попрямував до Тірренського моря.

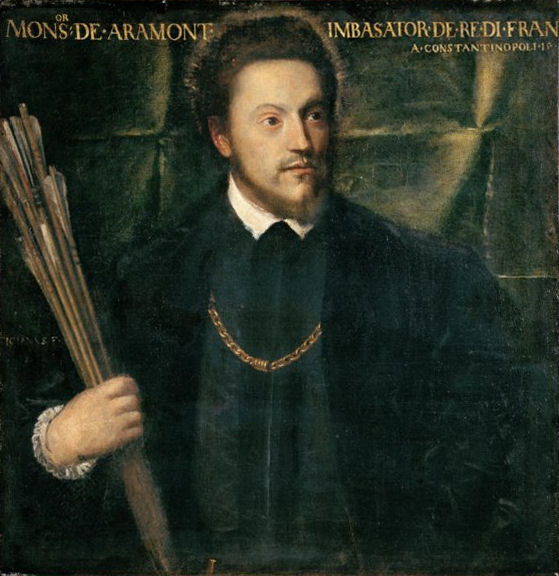
Посол Франції Габріель де Луе д'Арамон сприяв укладенню франко-османського союзу і брав участь у битві

У Тірренському морі біля Понціанських островів знаходився генуезький флот з 40 галер, з яких 20 особисто належали Андре Доріа, 6 — Антоніо Доріа, 2 — роду Грімальді з Монако. Флоти зустрілись 5 серпня 1522 поміж островами Понца і Террачиною. У битві османи захопили 7 генуезьких галер з екіпажами і солдатами.
Після битви османський флот відійшов до Майорки, куди прибув 13 серпня 1552. Османи відмовились від пропозиції французів напасти на узбережжя Іспанії. Через декілька днів до Неаполя прибуло 25 галер барона Де ла Гарда з військом. Османський флот перезимував на острові Хіос і навесні з'єднався з французькими кораблями барона де ля Гарде, що б атакувати Корсику (1553).
Франції війна обійшлась значними фінансовими і людськими втратами. 3 квітня 1559 було підписано мир у Като-Камбрезе, за яким Франція зрікалась усіх завоювань в Італії і який завершив майже 50-річні Італійські війни.